# Абдул Момін
Абдул Момін (1785 — 30 травня 1885) — султан Брунею з 1852 року до самої своєї смерті.

## Біографія
Був сином Анака Абдула Вахаба й онуком султана Омара Алі Сайфуддіна I. Також він був братом султана Мухаммада Алама.
Став наступником Омара Алі Сайфуддіна II після смерті останнього, до цього, під час хвороби султана, був при ньому регентом.
За часів його правління Бруней втратив багато територій. 1855 року султан передав Джеймсу Бруку сім районів, розташованих від Самараха до річки Раджанг відповідно до умов угоди. 26 листопада 1856 року султан підписав угоду з Великою Британіїєю на підтвердження договору про дружбу й торгівлю, підписаного 1847 року. 1861 Абдул Момін поступився Джеймсу Бруку ще більшими територіями.
У той самий час (1865–1878) до Північного Брунею (Сабах) вторглись три іноземних загони. 1865 року Чарлз Лі Мозес, американський генеральний консул, уклав угоду з султаном Абдулом Моміном, відповідно до якої Бруней втратив ще 21 район. 1881 року британський уряд передав управління Північним Борнео Британській Північно-Борнейській компанії. Першим британським губернатором Північного Борнео був призначений Вільям Гуд Трічер.
Усвідомлюючи, що такими темпами від Брунею не залишиться нічого, султан уклав аманат покликаний зберегти у подальшому території держави.
Помер 29 травня 1885. Був похований у королівському мавзолеї в Бандар-Сері-Бегавані.
Йому спадкував його брат Хашим Джалілуль Алам Акамаддін.